# Giovanni di Leida
Giovanni di Leida, olandese: Jan van Leiden o Jan Beukelszoon, alias Johann Bockold (Leida, 1509 circa – Münster, 1536), è stato un capo anabattista proveniente dalla città olandese di Leida.

## Biografia
Era un apprendista sarto, figlio illegittimo di un borgomastro tedesco. Cresciuto come un "bastardo" e indurito dalla povertà, il giovane Giovanni divenne un capo carismatico anabattista, grandemente riverito dai suoi seguaci nonostante un passato alquanto ambiguo. Secondo la sua testimonianza si recò nella città tedesca di Münster, arrivandovi nel 1533, perché girava voce che vi si stessero dirigendo alcuni predicatori ispirati ma soprattutto perché vi si trovava una fiorente corrente anabattista di cui lui stesso era componente e che, per altro, era entrata in rotta con la popolazione cattolica e con quella di fede luterana. Fu proprio in questo marasma che giunse a Münster Jan Matthys, uno dei maggiori capi anabattisti olandesi dell'epoca e dal quale Giovanni era stato ribattezzato a sua volta. Dopo il suo arrivo, Matthys - riconosciuto dalla folla come profeta - divenne il principale leader della città e (ri)battezzò molti cittadini münsteriti, convertendoli all'anabattismo ed espellendo dalla città tedesca tutti coloro che non si riconoscevano nei suoi dogmi apocalittici. Questi ultimi, spogliati di ogni ricchezza, perirono in massa nelle campagne innevate fuori città.
La domenica di Pasqua del 1534, dopo aver respinto l'attacco delle truppe vescovili che stringevano d'assedio la città, episodio durante il quale Jan Matthys perse la vita, Giovanni di Leida si autoproclamò Re di Münster fino alla sua caduta, avvenuta nel giugno 1535, quindi sposò l'ex concubina di Matthys, Divara, facendo suoi scudieri alcuni dei personaggi principali dell'anabattismo münsterita (tra cui lo stesso borgomastro Bernhard Knipperdolling). Giovanni instaurò a Münster una teocrazia totale, fece bruciare ogni libro che non fosse la Bibbia, abolì l'uso del denaro e si mise a guida di uno stato comunitario radicale (si dice che non fosse possibile chiudere la porta di casa perché chiunque aveva diritto di entrarvi, qualora ne abbisognasse) e poligamo. Alcune fonti riportano che Giovanni di Leida prese in moglie con la forza ben sedici donne, utilizzando come monito il passo della Bibbia in cui si recita: "andate e moltiplicatevi". Egli decapitò in pubblico una di queste, dopo che la donna si era ribellata alla sua autorità.
La milizia cittadina di Münster venne sconfitta nel 1535 dall'esercito mercenario del principe vescovo Franz von Waldeck perché un seguace pentito, stanco del regime dispotico di Giovanni e della carestia sopraggiunta, aprì le porte della città dall'interno, cosicché i cittadini anabattisti di Münster furono massacrati senza pietà dalle truppe e Giovanni di Leida stesso venne catturato mentre, pare, cercava di nascondersi. Giovanni venne inizialmente portato in una segreta a Dülmen, quindi riportato a Münster. Il 22 gennaio 1536, assieme a Hans Krechting e Bernhard Knipperdolling, altri capi della rivolta di Münster, venne torturato e giustiziato. Ognuno di essi venne attaccato a un palo con un collare dotato di punte di ferro, i loro corpi vennero straziati con pinze incandescenti per un'ora, quindi vennero uccisi con un colpo di daga attraverso il cuore. I corpi vennero posti in tre gabbie, innalzate sulla Chiesa di San Lamberto, e i loro resti lasciati a marcire. Le loro ossa vennero rimosse circa 50 anni dopo, ma le gabbie sono ancora oggi presenti.
Il suo nome sopravvive nei Paesi Bassi nel detto zich met een Jan(tje) van Leiden van iets afmaken, che significa "ottenere qualcosa con parole belle ma vuote".